# Петер Пурбус
Петер Пурбус (нід. Pieter Pourbus; бл. 1523 — 30 січня 1584) — нідерландський (фламандський) художник, представник маньєризму, скульптор, малювальник і картограф.

## Життєпис
Народився в місті Гауде. У 1540 році перебирається до Брюгге, де навчався у Ланцелоота Блонделя. У 1543 році став членом гільдії Св. Луки. Пізніше одружився з Ганною Блондель, донькою свого вчителя.
З цього моменту не залишав Брюгге. Був спочатку вчителем свого сина Франса Старшого, а потім, після смерті останнього 1681 року, онука Франса Молодшого.

## Творчість
Малював історичні релігійні картини і портрети. Релігійні полотна, зокрема, «Страшний суд», триптихи «Зняття з хреста» та «Таємна вечеря», «Воскресіння Христове» відрізняються ясністю композиції, простотою і визначеністю моделювання фігур та старанністю виконання. Але вони дещо холодні й умовні за кольором.
Більш вдалими і відомими стали його портрети: подружжя Фернагантів, рудобородого чоловіка, міського бургомістра.